# NGC 5015
NGC 5015 (również PGC 45862) – galaktyka spiralna z poprzeczką (SBa), znajdująca się w gwiazdozbiorze Panny. Odkrył ją William Herschel 11 marca 1787 roku.